# 김홍만
김홍만(1943년 3월 11일~)은 대한민국의 정치인이다. 제13대 국회의원을 지냈다.

## 역대 선거 결과
|  | 7.27% |

|  | 18.02% |

|  | 67.58% |

|  | 21.99% |

|  | 4.22% |

|  | 21.44% |